# Eiserfeld

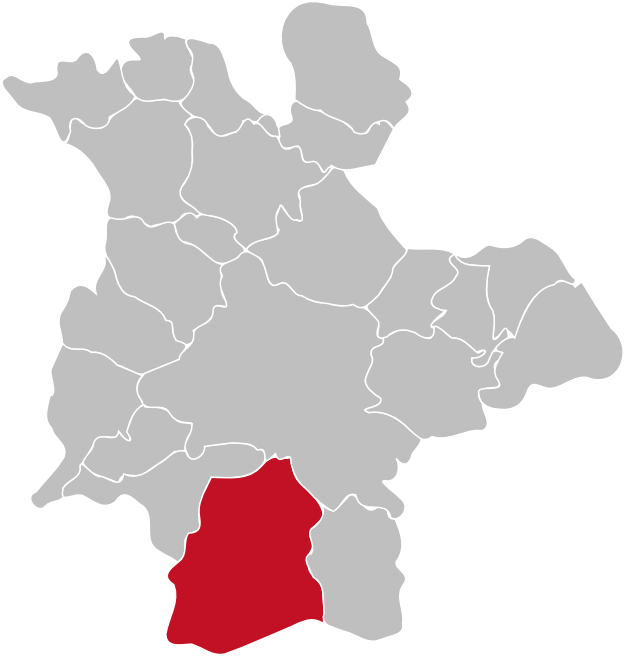
Os bairros da cidade de Siegen. Em vermelho, Eiserfeld.

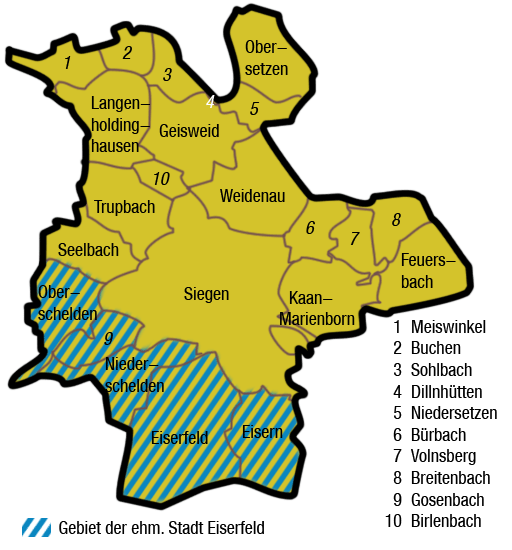
Mapa da cidade de Siegen. A área listrada corresponde à antiga cidade de Eiserfeld, incorporada a Siegen em 1976. Imagem: Bob Ionescu.

Eiserfeld é um bairro (Stadtteil) da cidade de Siegen, na Alemanha. Localizado no distrito municipal (Stadtbezirk) VI (Sul) da cidade, Eiserfeld é o bairro de segunda maior extensão, após o centro (Mitte), e conta com o quarto maior número de habitantes (8.046 em 31 de dezembro de 2015), após o centro, Weidenau e Geisweid. Entre 1° de julho de 1966 e 31 de dezembro de 1975, "Eiserfeld" foi também o nome de uma cidade, que abrangia, além do bairro atual, os bairros de Eisern, Gosenbach, Niederschelden e Oberschelden e chegou a totalizar 22.573 habitantes em 1967. Ela foi incorporada à cidade de Siegen em 1° de janeiro de 1976.